# Мохамед Брахімі
Мохамед Брахімі (фр. Mohamed Brahimi, нар. 17 вересня 1998, Сент-Етьєн) — французький футболіст, нападник російського клубу «Факел» (Воронеж). Виступав також за низку клубів з різних країн. Володар Кубка Болгарії.

## Ігрова кар'єра
У 2018 році Мохамед Брахімі розпочав грати за нижчолігову французьку команду «Волькс-ен-Велен», в якій виступав до 2020 року, взявши участь у 13 матчах чемпіонату.
У 2020 році французький нападник перебрався до Болгарії, де став гравцем команди «Царско село», а вже з початку 2021 року перейшов до клубу «Нефтохімік». У другій половині 2021 року футболіст став гравцем чергового болгарського клубу «Пірін» (Благоєвград), у якому грав до середини 2022 року.
У 2022 році Брахімі став гравцем іншого болгарського клубу «Ботев» (Пловдив), з якого в 2023 році французького футболіста віддали в піврічну оренду до російського клубу «Факел» (Воронеж). У другій половині 2023 року нападник повернувся до «Ботева», та в сезоні 2023—2024 років став у складі команди володарем Кубка Болгарії. У 2024 році Мохамед Брахімі став гравцем «Факела» на умовах постійного контракту.

## Титули і досягнення
- Володар Кубка Болгарії (1):

«Ботев» (Пловдив): 2023–2024